# Microstachys chamaelea
Microstachys chamaelea är en törelväxtart som först beskrevs av Carl von Linné, och fick sitt nu gällande namn av Johannes Müller Argoviensis. Microstachys chamaelea ingår i släktet Microstachys och familjen törelväxter. Inga underarter finns listade i Catalogue of Life.

## Bildgalleri

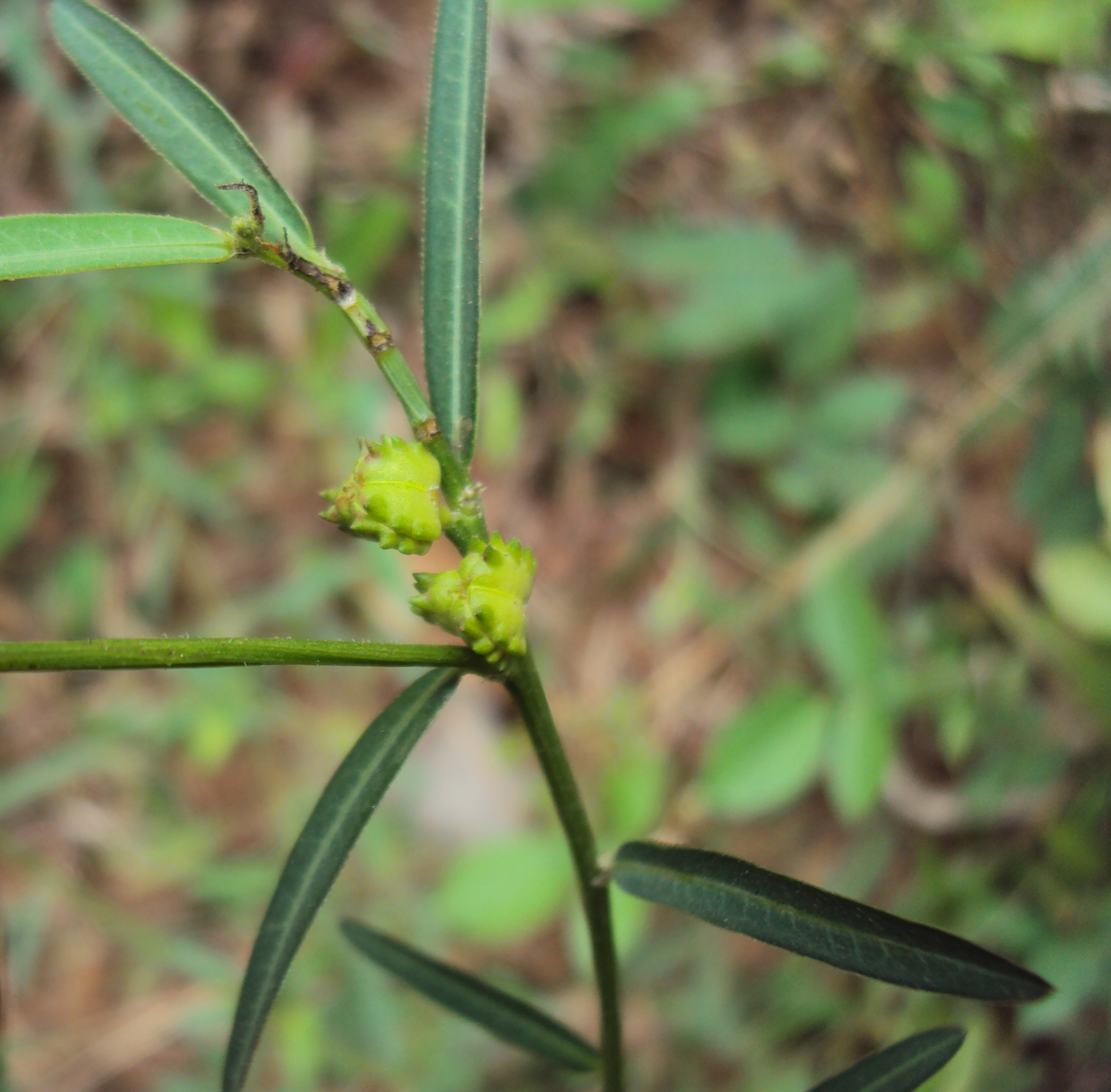
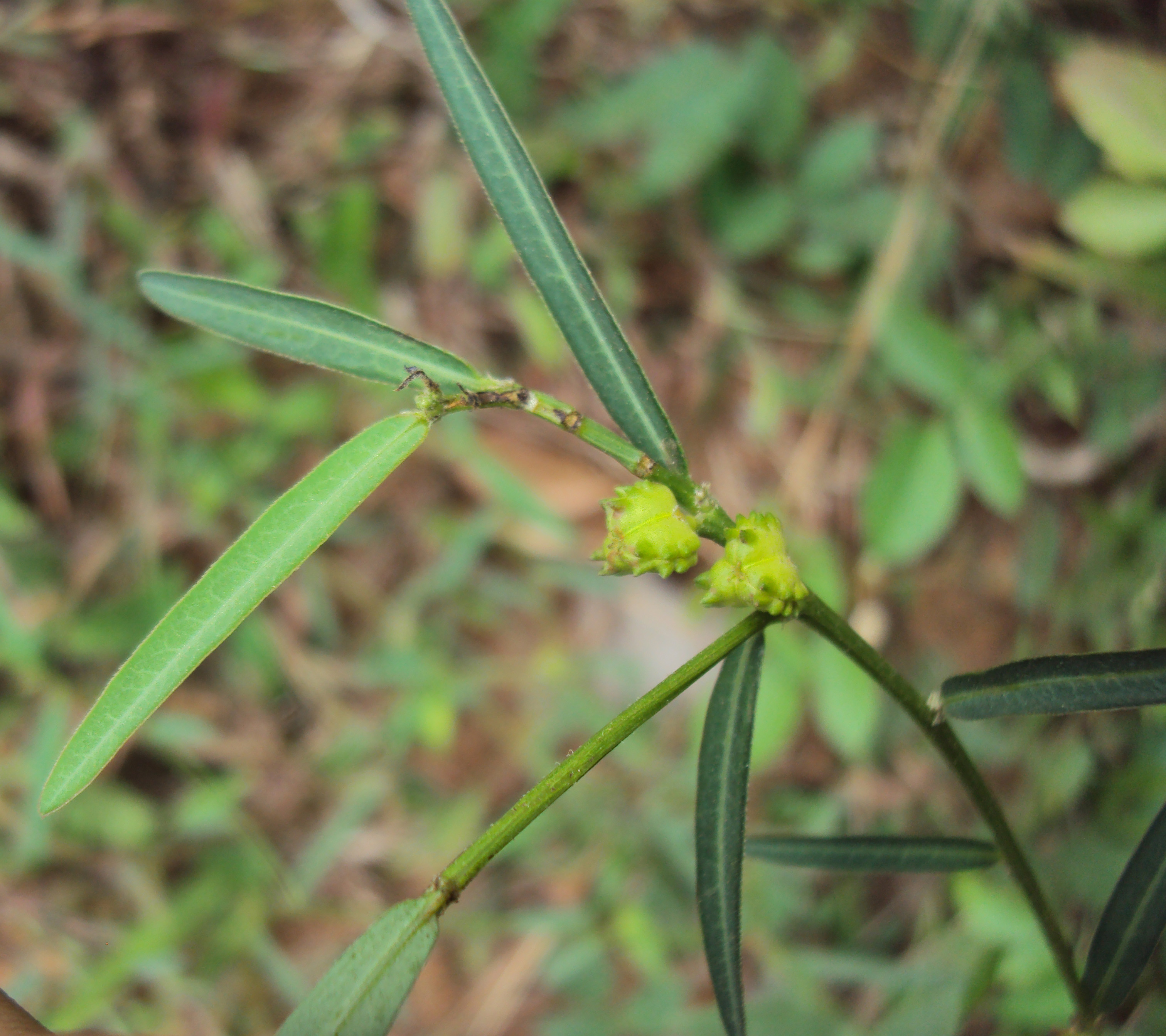
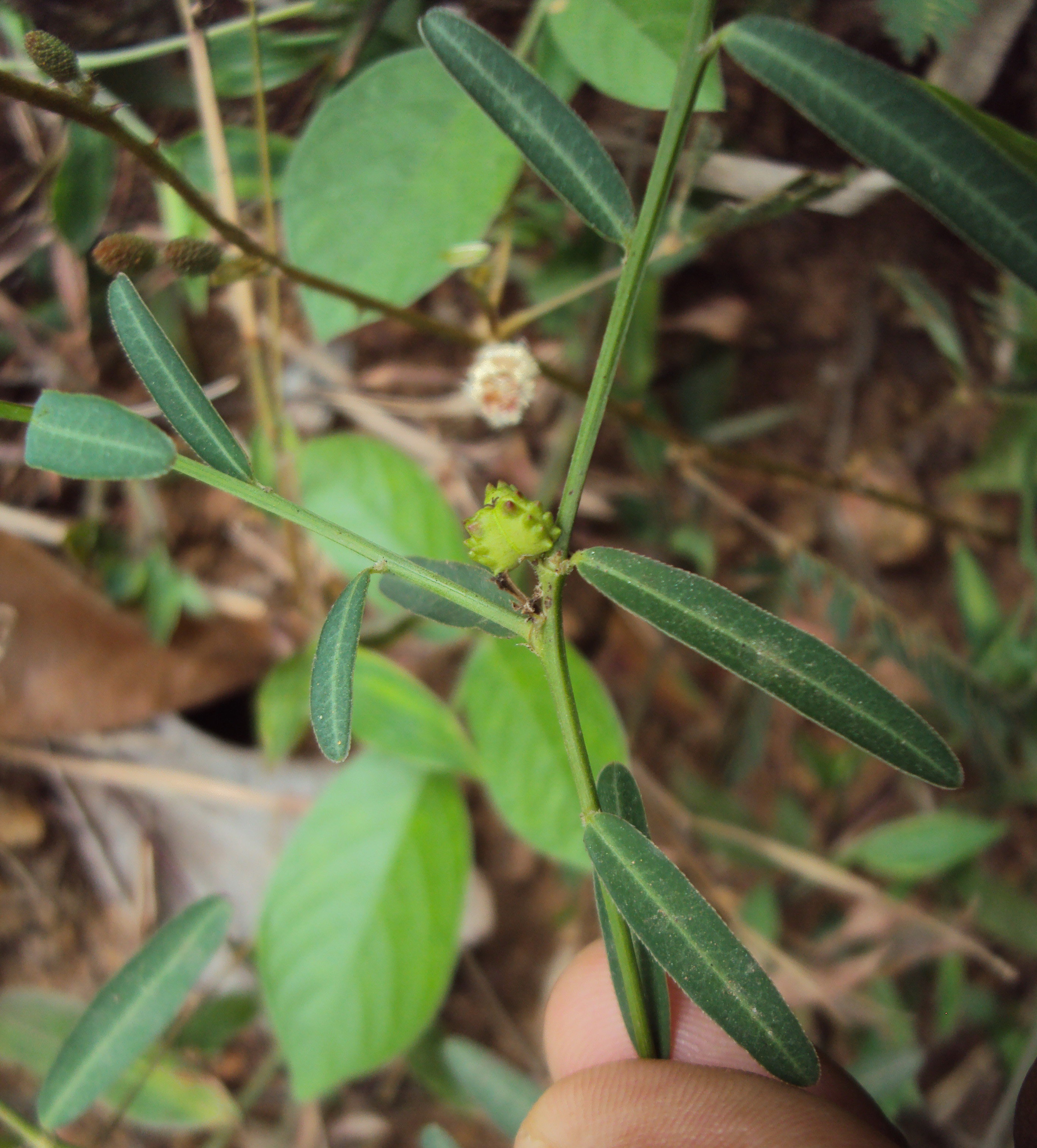
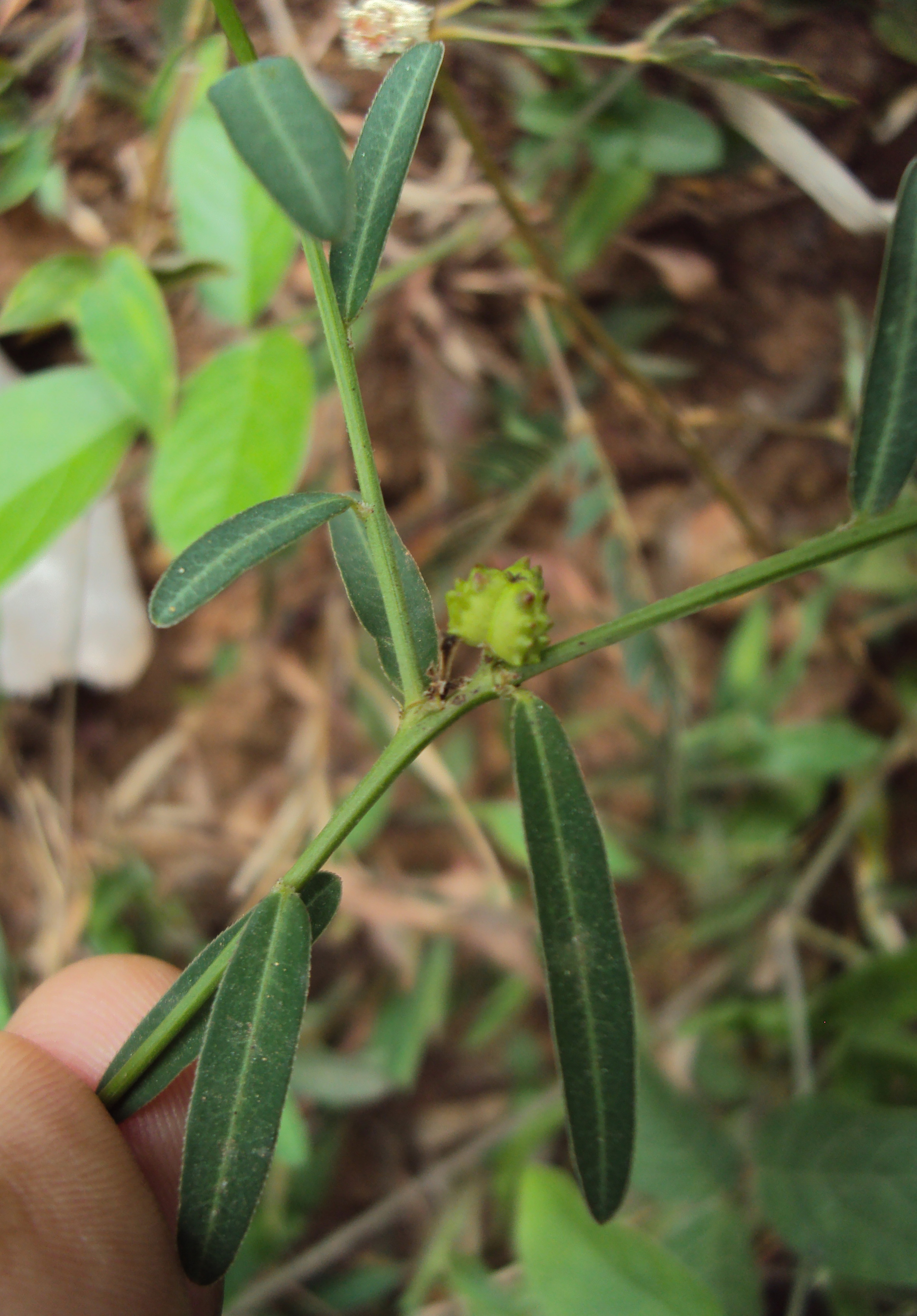